# Temporada 1948-49 de los Minneapolis Lakers
La Temporada 1948-49 fue la primera de los Minneapolis Lakers en la BAA, tras haber jugado previamente dos años en la NBL, uno de ellos con la denominación de Detroit Gems. La temporada regular acabó con 44 victorias y 16 derrotas, ocupando el segundo puesto de la División Oeste, clasificándose para los playoffs en los que se proclamaron campeones tras derrotar en las finales a los Washington Capitols.

## Temporada regular
| # | División Oeste       | División Oeste | División Oeste | División Oeste | División Oeste |
| # | Equipo               | G              | P              | %              | PD             |
| - | -------------------- | -------------- | -------------- | -------------- | -------------- |
| 1 | x-Rochester Royals   | 45             | 15             | .750           | –              |
| 2 | x-Minneapolis Lakers | 44             | 16             | .733           | 1              |
| 3 | x-Chicago Stags      | 38             | 22             | .633           | 7              |
| 4 | x-St. Louis Bombers  | 29             | 31             | .483           | 16             |
| 5 | Fort Wayne Pistons   | 22             | 38             | .367           | 23             |
| 6 | Indianapolis Jets    | 18             | 42             | .300           | 27             |

## Playoffs

### Semifinales de división
Chicago Stags - Minneapolis Lakers
| Fecha       | Partido                                  | Ciudad      |
| ----------- | ---------------------------------------- | ----------- |
| 23 de marzo | Chicago Stags 77, Minneapolis Lakers 84  | Minneapolis |
| 24 de marzo | Minneapolis Lakers 101, Chicago Stags 85 | Chicago     |
|             | Minneapolis gana las series 2-0          |             |

### Finales de división
Rochester Royals - Minneapolis Lakers
| Fecha       | Partido                                    | Ciudad    |
| ----------- | ------------------------------------------ | --------- |
| 27 de marzo | Minneapolis Lakers 80, Rochester Royals 79 | Rochester |
| 29 de marzo | Rochester Royals 55, Minneapolis Lakers 67 | St. Paul  |
|             | Minneapolis gana las series 2-0            |           |

### Finales
Washington Capitols - Minneapolis Lakers
| Fecha       | Partido                                       | Ciudad           |
| ----------- | --------------------------------------------- | ---------------- |
| 4 de abril  | Washington Capitols 84, Minneapolis Lakers 88 | Minneapolis      |
| 6 de abril  | Washington Capitols 62, Minneapolis Lakers 76 | Minneapolis      |
| 8 de abril  | Minneapolis Lakers 94, Washington Capitols 74 | Washington D. C. |
| 9 de abril  | Minneapolis Lakers 71, Washington Capitols 83 | Washington D. C. |
| 11 de abril | Minneapolis Lakers 66, Washington Capitols 74 | Washington D. C. |
| 13 de abril | Washington Capitols 56, Minneapolis Lakers 77 | St. Paul         |
|             | Minneapolis gana las Finales 4-2              |                  |

## Estadísticas
| Rk | Jugador          | Edad | P  | PT | MP | TC  | TCI  | %TC  | 3P | 3PI | %3P | TL  | TLI  | %TL  | RO | RD | RT | AS  | RB | TAP | BP | FP  | PTS  |
| 1  | George Mikan     | 24   | 60 |    |    | 9.7 | 23.4 | .416 |    |     |     | 8.9 | 11.5 | .772 |    |    |    | 3.6 |    |     |    | 4.3 | 28.3 |
| 2  | Jim Pollard      | 26   | 53 |    |    | 5.9 | 14.9 | .396 |    |     |     | 2.9 | 4.3  | .687 |    |    |    | 2.7 |    |     |    | 2.7 | 14.8 |
| 3  | Herm Schaefer    | 30   | 58 |    |    | 3.7 | 9.9  | .374 |    |     |     | 3.0 | 3.7  | .817 |    |    |    | 3.2 |    |     |    | 2.1 | 10.4 |
| 4  | Don Carlson      | 29   | 55 |    |    | 3.8 | 11.5 | .334 |    |     |     | 1.6 | 2.4  | .662 |    |    |    | 3.1 |    |     |    | 3.3 | 9.2  |
| 5  | Arnie Ferrin     | 23   | 47 |    |    | 2.8 | 8.0  | .344 |    |     |     | 1.8 | 2.7  | .664 |    |    |    | 1.6 |    |     |    | 3.0 | 7.3  |
| 6  | Tony Jaros       | 28   | 59 |    |    | 2.2 | 6.5  | .343 |    |     |     | 1.3 | 1.9  | .718 |    |    |    | 1.0 |    |     |    | 1.9 | 5.8  |
| 7  | Jack Dwan        | 27   | 60 |    |    | 2.0 | 6.3  | .318 |    |     |     | 0.6 | 1.2  | .493 |    |    |    | 2.2 |    |     |    | 2.6 | 4.6  |
| 8  | Donnie Forman    | 23   | 44 |    |    | 1.5 | 5.3  | .294 |    |     |     | 1.0 | 1.5  | .642 |    |    |    | 1.7 |    |     |    | 2.1 | 4.1  |
| 9  | Whitey Kachan    | 23   | 19 |    |    | 0.8 | 2.2  | .381 |    |     |     | 0.8 | 1.2  | .682 |    |    |    | 0.6 |    |     |    | 1.3 | 2.5  |
| 10 | Mike Bloom       | 34   | 24 |    |    | 0.5 | 3.8  | .141 |    |     |     | 1.2 | 1.7  | .725 |    |    |    | 0.6 |    |     |    | 0.9 | 2.3  |
| 11 | Johnny Jorgensen | 27   | 48 |    |    | 0.9 | 2.4  | .360 |    |     |     | 0.5 | 0.7  | .727 |    |    |    | 0.7 |    |     |    | 1.4 | 2.2  |
| 12 | Earl Gardner     | 25   | 50 |    |    | 0.8 | 2.0  | .376 |    |     |     | 0.3 | 0.6  | .464 |    |    |    | 0.4 |    |     |    | 1.0 | 1.8  |
| 13 | Jack Tingle      | 24   | 2  |    |    | 0.5 | 3.0  | .167 |    |     |     | 0.0 | 0.0  |      |    |    |    | 0.5 |    |     |    | 1.0 | 1.0  |
| 14 | Don Simth        | 28   | 8  |    |    | 0.3 | 1.6  | .154 |    |     |     | 0.3 | 0.4  | .667 |    |    |    | 0.3 |    |     |    | 0.8 | 0.8  |
| 15 | Ray Ellefson     | 26   | 3  |    |    | 0.3 | 1.7  | .200 |    |     |     | 0.0 | 0.0  |      |    |    |    | 0.0 |    |     |    | 0.7 | 0.7  |

## Galardones y récords
| Jugador                  | Galardón                      |
| George Mikan Jim Pollard | Mejor quinteto de la BAA      |
| George Mikan             | Líder de anotación de la liga |